# Denis Milar
Denis Milar (Montevideo, 20 agosto 1952) è un ex calciatore uruguaiano, di ruolo attaccante.